# 瞿正兰
瞿正兰（1930年—1951年12月29日），越盟士兵，是最早被授予“人民武装力量英雄”荣誉的七人之一。

## 生平
瞿正兰1930年出生于越南乂安省琼瑠县琼堆村一个贫穷的农民家庭。1945年加入越盟游击队。1946年，法国军队重新占领了印度支那半岛。此时瞿正兰在军队中担任联络官，达到步兵班长的级别。1951年12月13日，在战场上，瞿正兰将手榴弹扔进一辆坦克的驾驶舱内，炸死坦克内的敌军帮助队友完成战斗任务。他曾因用钝刀活捉法国士兵并获得冲锋枪的功绩而闻名，凭借这一“空手捉敌”的功绩而被授予战功勋章。1951年12月29日，瞿正兰在突围过程中遭受重伤任坚持战斗，最终因失血过多而死。在1952年5月召开的第一届全国英雄和战士联欢大会上，政府和胡志明主席追授其“二等军功勋章”和“一等抗战勋章”。1952年5月19日，他被越南民主共和国主席追授“人民武装力量英雄”称号。